# 坎達拉韋
17°16′15″S 70°15′6″W / 17.27083°S 70.25167°W
坎達拉韋（西班牙語：Candarave），是秘魯的城鎮，位於該國南部塔克納大區，是坎達拉韋省的首府，該省的面積2,261平方公里，人口密度為每平方公里3.7人，2005年人口2,005。